# لشکر ۹۹ هابازک
لشکر ۹۹ هابازک (انگلیسی: 99th Infantry Division) یک لشکر ذخیره تحت نظارت فرماندهی مرکزی نیروهای دفاعی اسرائیل است.
در ۱۵ سپتامبر ۲۰۲۰، این لشکر توسط آوی روزنفلد تأسیس شد و بر اساس طرح لشکر ۳۰۴ زرهی ایدان که بسته شده بود، بنا نهاده شد. این تنها تیپ در ارتش اسرائیل بود که به‌طور معمول تابع فرماندهی منطقه‌ای نبود، بلکه تحت فرماندهی سیستم مانور در نیروهای زمینی قرار داشت.
در ژوئیه ۲۰۲۳، رئیس ستاد کل، سپهبد هرتزی هالوی، تابع شدن این تیپ را به فرماندهی مرکزی تصویب کرد. به عنوان بخشی از این تغییر، واحد عملیات ویژه چندبعدی ۸۸۸ (واحد شبح)، تیپ ۹۹ را ترک کرد و تابع سیستم مانور باقی ماند.
پس از حمله ۷ اکتبر به رهبری حماس به اسرائیل در اکتبر ۲۰۲۳، فرمانده لشکر، سرتیپ باراک هیرام، به همراه نیروهای تحت فرماندهی خود از این لشکر و سایر واحدها، برای پاکسازی منطقه در نوار غزه، به ویژه در کیبوتص بئری، عملیات انجام داد.
به عنوان بخشی از مانور زمینی در نوار غزه در طول جنگ غزه، این لشکر در جنوب غزه مانور داد و زیرساخت‌های شبه‌نظامیان، تسلیحات و تونل‌های حماس را نابود کرد.